# 胡春楊
胡春楊（1999年2月5日—），出生於河北省保定市，中国男歌手，樂華娛樂旗下藝人。2019年參加選秀節目《青春有你》，最終以第六名進入限定組合UNINE出道。河北传媒学院新闻传播学院播音与主持艺术专业毕业。

## 经历
2018年12月5日，乐华娱乐发布胡春杨的公式照。2019年1月，以训练生的身份参加爱奇艺偶像男团竞演养成节目《青春有你》，并在“位置测评”中获得说唱组第一名。此外，他还参加了由《青春有你》衍生的益智类游戏互动节目《青春艺能学院》以及《青春有你》训练生专属铃声的录制；3月31日，与《青春有你》其余训练生共同出席在北京举办的“青春有你·未来可期 爱奇艺VIP千人见面会”；4月6日，在《青春有你》总决赛中，他取得第6名的最终成绩，以UNINE组合成员身份正式出道；4月25日，入选LikeTCCAsia中国区最美100张新面孔之一, 获得第56位；5月6日，其所在团体UNINE推出首张组合音乐EP《UNLOCK》；5月9日，他与UNINE其余成员参加的团体综艺节目《UNINE蹦吧》在爱奇艺首播；2020年10月6日， 与UNINE成员在北京举办毕业演唱会，正式从该组合毕业。

## 音乐作品

### 專輯列表
| 專輯 | 專輯資料                                                          | 專輯曲目 |
| 1st  | 首張EP《UNLOCK》 - 發行日期：2019年5月6日 - 語言：國語            | 1. Bomba 2. Like A Gentleman 3. 春日記憶 |
| 2nd  | 第二张EP《UNUSUAL》 - 发行日期：2019年10月21日 - 語言：國語       | 1. 租辆大巴去月亮 2. SET IT OFF 3. 海水不下坠（Butterfly) |
| 3rd  | 第三张EP《U-Night Flight》 - 發行日期：2020年5月6日 - 語言：國語  | 1. Ready Go 2. Bad bad bad(李汶翰单曲) 3. Future world(李振宁单曲) 4. Precious(姚明明单曲) 5. Over(管栎单曲) 6. Controller(嘉羿单曲) 7. 我明白(胡春杨单曲) 8. Arrival(夏瀚宇单曲) 9. 超能力(陈宥维单曲) 10. Now(何昶希单曲) 11. U're mine |
| 4th  | 第四張EP 《UNFORGETTABLE》 - 發行日期：2020年9月30日 - 語言：國語 | 1. I Made It 2. 無言絮語 3. 閃亮的日子 |

### 單曲
| 歌曲 | 歌曲資料                                                             | 歌曲名稱            |
| 1st  | 电视剧《没有秘密的你》OST - 發行日期：2019年10月17日 - 語言：國語    | 1. Always in love   |
| 2nd  | 网剧《闪光少女》OST - 发行日期：2019年12月16日 - 語言：國語          | 1. 一次一点点       |
| 3nd  | 团体 UNINE 新年纪念单曲 - 发行日期：2020年1月18日 - 語言：國語       | 1. 摇啊摇           |
| 4nd  | 网剧《穿越火线》OST - 发行日期：2020年7月22日 - 語言：國語           | 1. 与生俱来         |
| 5nd  | 个人单曲《Can You Remember》 - 发行日期：2020年12月18日 - 語言：國語 | 1. Can You Remember |
| 6nd  | 网剧《荣耀乒乓》OST - 发行日期：2021年3月9日 - 語言：國語            | 1. 青春如你         |
| 7nd  | 综艺《春日酱》OST - 发行日期：2021年3月18日 - 語言：國語             | 1. 春日如你         |
| 8nd  | 网剧《一起深呼吸》OST - 发行日期：2021年3月23日 - 語言：國語         | 1. STAR             |

## 影視作品

### 電視劇
| 年份           | 播放頻道        | 名稱               | 角色   | 備註 |
| -------------- | --------------- | ------------------ | ------ | ---- |
| 2020年         | 愛奇藝 深圳衛視 | 《半是蜜糖半是伤》 | 賈元吉 |      |
| 2023年11月21日 | 騰訊視頻        | 《我才不要戀愛呢》 | 江珩   |      |

### 專屬節目
| 日期          | 播放频道/平台                        | 節目名稱    | 備註 |
| 2019年4月9日- | UNINE官方微博 （页面存档备份，存于） | U&NINE Vlog |      |

### 固定綜藝
| 年份   | 日期            | 電視台 | 節目                   | 備註                             |
| ------ | --------------- | ------ | ---------------------- | -------------------------------- |
| 2019年 | 1月18日－4月6日 | 愛奇藝 | 《青春有你》           | 男团竞演养成类真人秀             |
| 2020年 | 11月22日－      | 優酷   | 《宇宙打歌中心》       | 陣營對抗類音樂綜藝               |
| 2021年 | 4月1日－6月3日  | 愛奇藝 | 《春日醬》             | 气质清新的春日郊游露营体验真人秀 |
| 2021年 | 11月26日 -      | 百視TV | 《最好的舞台秋日限定》 |                                  |

### 綜藝節目
| 年份   | 日期    | 電視台 | 節目             | 備註                         |
| ------ | ------- | ------ | ---------------- | ---------------------------- |
| 2019年 | 1月26日 | 愛奇藝 | 《青春艺能学院》 | 愛奇藝自制節目，以訓練生身份 |
| 2019年 | 2月2日  | 愛奇藝 | 《青春艺能学院》 | 愛奇藝自制節目，以訓練生身份 |